# Barbie Mariposa e le sue amiche fate farfalle
Barbie Mariposa e le sue amiche fate farfalle (Barbie: Mariposa and her Butterfly Fairy Friends) o semplicemente Barbie Mariposa è un film d'animazione in computer grafica del 2008 diretto da Conrad Helten e distribuito direttamente per il mercato home video ed è il dodicesimo film di Barbie.
Si tratta di uno spin-off del franchise di Fairytopia ed ha ricevuto un sequel nel 2013.

## Trama
La fata Elina racconta al suo funghetto magico Bibble (preoccupato di incontrare gli amici di Dizzle) la storia di una sua cara amica, Mariposa.
Quest'ultima è una fata farfalla solitaria e amante dei libri, che sa orientarsi seguendo la costellazione del Sagittario e che vive a Flutterfield, un regno insulare alla periferia di Fairytopia. Di notte le fate farfalle venivano cacciate dai predatori Schizait, fino a quando la regina Marabella decorò gli alberi con dei fiori luminosi, spaventando gli Schizait. Mariposa e la sua migliore amica Willa lavorano come assistenti delle viziate gemelle Rayna e Rayla, che sperano entrambe di conquistare il principe Carlos alla festa che si terrà quella sera. Mariposa sceglie però di rimanere fuori dal palazzo mettendosi a leggere il suo libro preferito; la fata si imbatte nel Principe Carlos (che inizialmente si presenta con il nome di Andreius), con il quale scopre di avere moltissimo in comune.
Il giorno successivo, Carlos si intrufola nella casa di Mariposa e le rivela che la regina sta morendo poiché avvelenata dall'ilios (un veleno creduto da tutti inesistente): senza di lei, le luci di Flutterfield si spegneranno permettendo agli Schizait di divorarli; Carlos consegna a Mariposa una mappa che la condurrà all'antidoto. Mariposa informa del fatto Rayna e Rayla, che inizialmente insistono nel proseguire il viaggio da sole con la speranza di essere ricompensate sposando il principe; il trio vola attraverso il lago che circonda Flutterfield e arriva sulla riva opposta al calar della notte, dove vengono inseguite dagli Schizait e perdendo la mappa nella fuga. Tuttavia, Mariposa si orienta con la costellazione del Sagittario e le tre riescono a riprendere il cammino.
Nel frattempo Willa, rimasta a Flutterfield, incontra il principe Carlos, che è stato rinchiuso al palazzo per la sua sicurezza: Willa scopre dal principe che la regina viene continuamente avvelenata dalla sua assistente, Henna, che ha intenzione di prendere il trono per sé. Willa libera Carlos e seguono Henna in una grotta segreta dove scoprono che è alleata con gli Schizait (permetterà loro di mangiare le fate farfalle se la aiuteranno a salire al trono), assicurandosi della loro fedeltà con delle sfere luminose. Quando Henna si allontana, Carlos prende un campione di ilios come prova della sua colpevolezza, mentre Willa copia il metodo di Henna per creare più sfere luminose.
Mariposa, Rayna e Rayla incontrano Zinzie, un giocoso coniglio volante che accetta di aiutarli in cambio di alcuni spuntini. Ricavando il loro prossimo indizio da una coppia di sorelle sirene, scoprono che l'antidoto si trova nella Caverna del Riflessi: la grotta è infestata dagli Schizait, ma Zinzie li distrae e il gruppo entra incolume. Nella caverna, il gruppo incontra la piccola fata guardiana che dice a diversi intervalli che uno di loro deve rimanere dietro, cosa che Zinzie e Rayla scelgono di fare; mentre Mariposa e Rayna avanzano, si confrontano con i loro riflessi sulle pareti della caverna. Quando la fata guardiana dice loro che solo una delle due può ricevere l'antidoto, Rayna è tentata dal suo riflesso con la promessa di essere ricompensata sposando il principe: tuttavia, Rayna resiste e decide che a ricevere l'antidoto sarà Mariposa. La fata guardiana conduce Mariposa in una galassia dicendole che deve scegliere la stella corretta per ricevere l'antidoto, con una sola possibilità: nonostante i dubbi espressi dal suo riflesso, Mariposa osserva la costellazione del Sagittario che indica una stella solitaria e isolata; Mariposa la sceglie correttamente e viene premiata con l'antidoto, con le sue ali che diventano maestose e brillanti.
La regina Marabella è prossima alla morte e le luci si sono quasi completamente spente; suo figlio Carlos torna al palazzo e rivela il piano di Henna a Lord Gastrus e poco dopo compare la stessa Henna, la quale conferma tutto ed è accompagnata dagli Schizait; Willa però arriva subito dopo portando con sé molte sfere luminose per respingerli. Mariposa raggiunge la regina e le somministra l'antidoto, le luci di Flutterfield si riaccendono all'improvviso e la regina si risveglia; temendo la luce, gli Schizait fuggono con Henna al seguito. Mariposa e le sue amiche vengono premiate dalla regina in persona, e la fata farfalla finalmente sente di appartenere a Flutterfield.
Alla fine della storia, Bibble comprende l'importanza di essere se stesso e viene ben accolto da Dizzle e dai suoi amici, volando via insieme.
(Frase di Barbie dopo i titoli di coda)

## Doppiaggio
| Personaggio      | Doppiatore originale | Doppiatore italiano |
| ---------------- | -------------------- | ------------------- |
| Mariposa         | Chiara Zanni         | Francesca Manicone  |
| Willa            | Tabitha St. Germain  | Laura Amadei        |
| Coral            | Tabitha St. Germain  | Francesca Rinaldi   |
| Flutterpixie     | Tabitha St. Germain  |                     |
| Rayna            | Kathleen Barr        | Connie Bismuto      |
| Rayla            | Erin Mathews         | Barbara Pitotti     |
| Henna            | Nicole Oliver        | Monica Vulcano      |
| Principe Carlos  | Alessandro Juliani   | Davide Perino       |
| Zinzie           | Cathy Weseluck       | Antonella Baldini   |
| Dizzle           | Cathy Weseluck       | (originale)         |
| Fata guardiana   | Cathy Weseluck       | Giò Giò Rapattoni   |
| Lord Gastrus     | Alistair Abel        | Saverio Indrio      |
| Elina            | Kelly Sheridan       | Emanuela Pacotto    |
| Bibble           | Lee Tockar           | (originale)         |
| Schizait         | Lee Tockar           |                     |
| Anemone          | Jane Barr            | Roberta De Roberto  |
| Regina Marabella | Jane Barr            |                     |
| Guardia reale    | David Kaye           |                     |

## Sequel
- Barbie Mariposa e la principessa delle fate, regia di William Lau (2013)